# Neue Slowenische Kunst
Neue Slowenische Kunst (s kratico NSK) je bila slovenska politično-umetniška organizacija, ustanovljena 7. oktobra  1984 v Ljubljani, leto po prepovedi skupine Laibach v domovini. Ustanovili so jo glasbeno-multimedijska skupina Laibach, likovno-umetniška skupina IRWIN in Gledališče Sester Scipion Nasice (kasneje Kozmokinetično gledališče Rdeči pilot oz. Kozmokinetični kabinet Noordung), ki je imela skupni oblikovalski studio Novi kolektivizem (sestavljen iz po enega predstavnika vsake od ustanovnih skupin: Dejan Knez - Laibach, Roman Uranjek - Irwin in Miran Mohar - takrat scenograf GSSN (nato član Irwin) ter "matičnega" člana - Darko Pokorn), ostale, kasneje pridružene skupine so bile še filmski (sprva Domovinski film) in video oddelek (Retrovizija-Peter Vezjak), Oddelek za čisto in praktično filozofijo (& retoriko) (Peter Mlakar), nekaj časa pa tudi arhitekturni biro Graditelji. Delovala je kot trdno organizirana korporacija z lastnimi organi in Interno knjigo zakonov.  
Po osamosvojitvi Slovenije v letu 1991, se je organizacija NSK preoblikovala v Državo v času NSK, razglasil neodvisnost ter začel delovati kot prva univerzalna mikrodržava z lastnimi potnimi listi in znamkami ter denarjem, organiziran je bil tudi svetovni kongres državljanov NSK države v Berlinu (2010). 
Projekt Države NSK, dejansko pod vodstvom Irwin-a, v resnici ni nikoli zaživel kot skupni projekt ustanovnih skupin gibanja Neue Slowenische Kunst, ker je prišlo v 90. letih dvajsetega stoletja do konceptualnih razhajanj med njimi.